# Bajo terapia
Pour plus de détails, voir Fiche technique et Distribution.
Bajo terapia est un film espagnol réalisé par Gerardo Herrero, sorti en 2023.

## Synopsis
Trois couples sont conviés par un psychologue pour une thérapie de groupe. Celui-ci ne participe pas à la session, mais leur a laissé des instructions.

## Fiche technique
- Titre : Bajo terapia
- Réalisation : Gerardo Herrero
- Scénario : Gerardo Herrero d'après la pièce de théâtre de Matías del Federico
- Musique : Paula Olaz
- Photographie : Juan Carlos Gómez
- Montage : Clara Martínez Malagelada
- Production : Gerardo Herrero
- Société de production : Alcavarán Films, Gobierno de Navarra et Tornasol Films
- Pays :  Espagne
- Genre : Comédie dramatique
- Durée : 93 minutes
- Dates de sortie : 
  -  Espagne : 17 mars 2023

## Distribution
- Malena Alterio : Marta
- Alexandra Jiménez : Laura
- Fele Martínez : Daniel
- Antonio Pagudo : Esteban
- Eva Ugarte : Carla
- Juan Carlos Vellido : Roberto

## Distinctions
Le film a été nommé au prix Goya du meilleur acteur dans un second rôle pour Juan Carlos Vellido.